# Чарлз Хоккін
Чарлз Хоккін (ісп. Charles Hockin, 4 листопада 1989) — парагвайський плавець.
Призер Південнамериканських ігор 2018 року.
Призер Чемпіонату Південної Америки з плавання 2014, 2018 років.